# ストレイモイ島
ストレイモイ島（フェロー語: Streymoy）は、フェロー諸島において最も大きく人口の密集した島である。フェロー諸島の首都であるトースハウンはこの島に位置する。ストレイモイとは「潮流の島」を意味する。

## 地理
島は縦長で、概略で北西から南東の方向へ47キロメートル（29マイル）の長さに伸び、幅およそ10キロメートル（6マイル）の距離がある。南東にはコラフィヨルズル (Kollafjørður) とカルバクスフィヨルズル (Kaldbaksfjørður) の、2つの深く刻まれたフィヨルドがある。島には山が多く、特に北西には最も高いコプセニ山（Kopsenni、789メートル）がある。この山の一帯は、500メートルを超える高さの崖が聳え立っている。 
フェロー諸島における他の地域と同じく、島には数々の細流や小さな湖がある。生息している主な植物は芝で、木は立っていない。
ストレイモイ島の東側には、フェロー諸島で2番目に大きな島であるエストゥロイ島があり、間をスンディニ海峡 (Sundini) が流れている。西側にはヴォーアル島が位置しており、南側はサンドイ島がある。また、コルトゥル島、ヘストゥル島、ネルソイ島の3つの島々は、ストレイモイ島の南端周辺に位置する。

## 人口

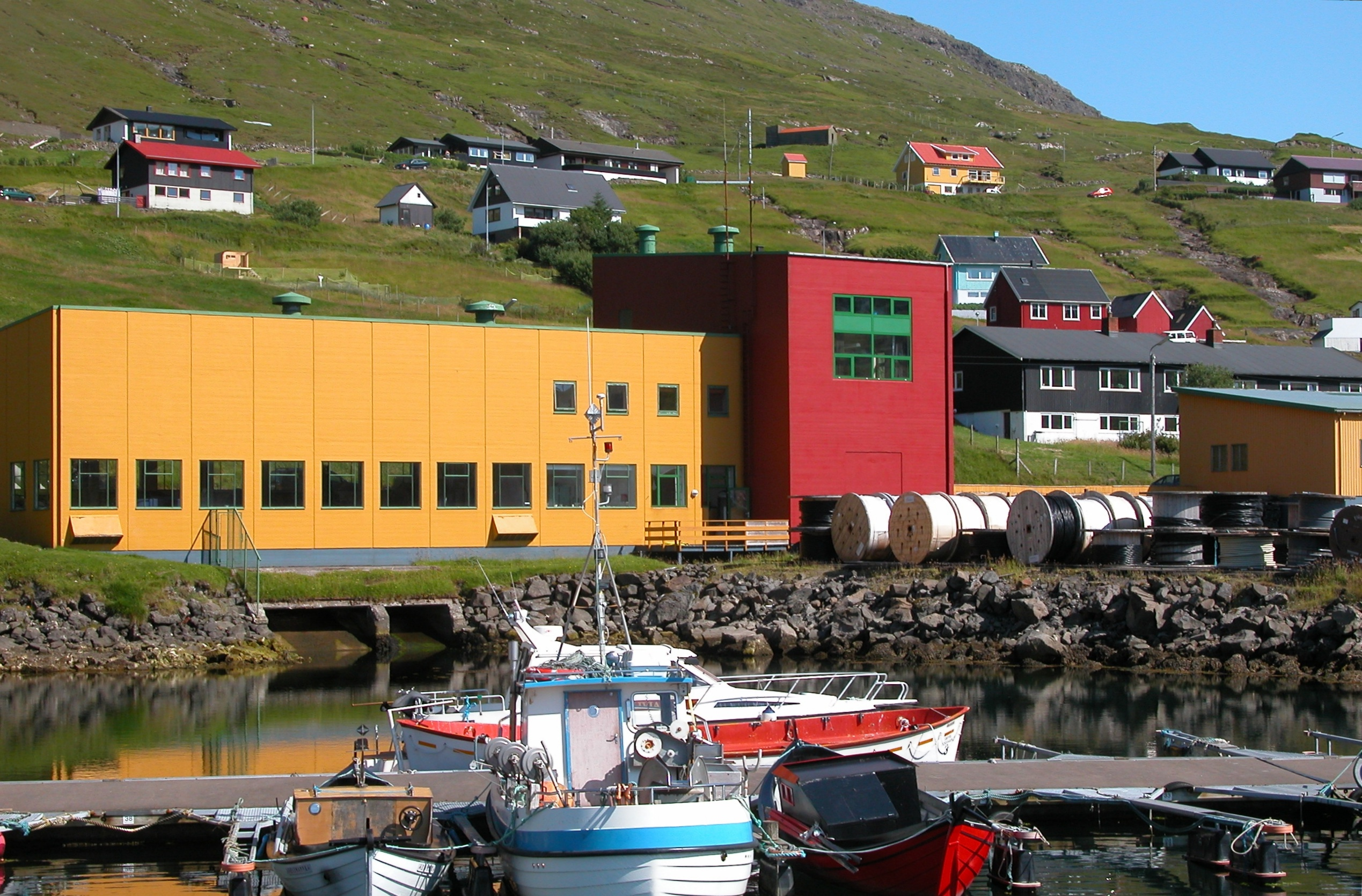
ヴェストマンナ

島には約2万1千人の住民が暮らしており、フェロー諸島全体における人口の40パーセント以上を占めている。彼らの大多数は、およそ1万5千人の人口を有する首都、トースハウンに住んでいる。フェロー諸島政府の中心的な地である上、トースハウンは最大の港があり、大学が位置する他にも島の商業の中心地となっている。

## 街と村
島にある他の重要な街には、それ以前はフェリー港だった西側の街ヴェストマンナ (Vestmanna) 、中心部にあるコラフィヨルズルや人目を引く北側の村サクソン (Saksun) とチャアヌヴィク (Tjørnuvík) がある。歴史的な観点から見ると、島の南端付近にある村のチュシチュボア (Kirkjubøur) は、中世における宗教の中心であった点で重要である。

## 交通

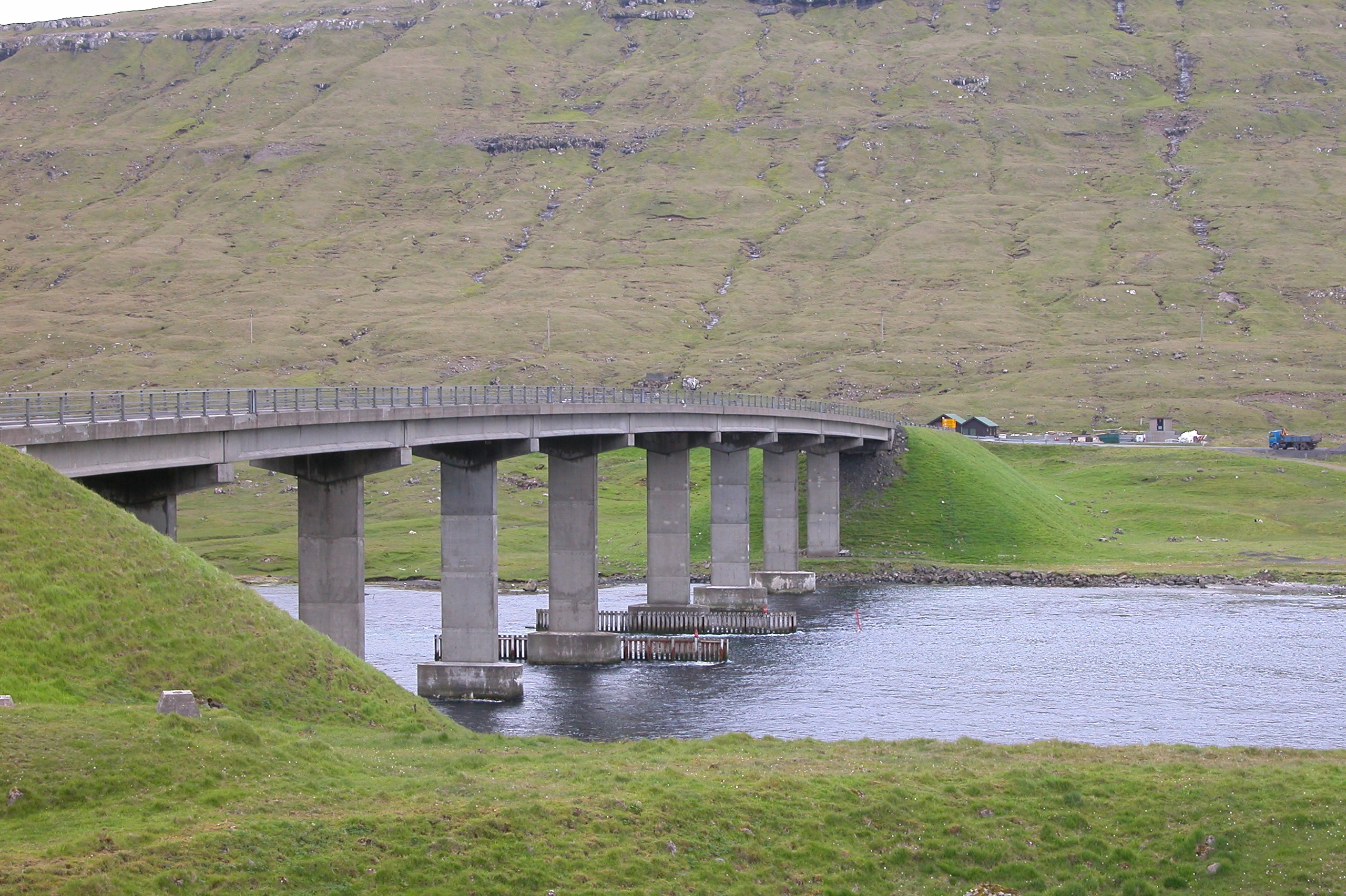
スンディニ海峡上に架けられた橋

人々が住む全ての区域は、舗装された道路が通っている。トースハウンへの入り口となる主要道路は、2.8キロメートルに及ぶ長いトンネルを通っている。東のエストゥロイ島へは、スンディニ海峡上に架けられたストレイミン橋を経由して行くことが可能である。2002年以来、ストレイモイ島からヴォーアル島まで接続した、4キロメートルの長さを誇る海底トンネルが通っているため、これによりフェロー諸島における3つの「本土」となる島々が道路で結ばれている。
2020年には途中の分岐部と合わせて総延長11,238mのエストゥロイトンネルが開通し、トースハウンとエストゥロイ島の主要都市ルナヴィークとの自動車での移動時間は64分から16分へ、その先のボルウォイ島にあるフェロー諸島第二の都市クラクスヴィークまでは68分から36分へと短縮された。2023年にはサンドイ島との間に延長10,785mのサンドイトンネルが開通した。
また、ストレイモイ島はサンドイ島とスヴロイ島への定期フェリー便が通っている。夏季期間中、トースハウンからデンマークのハンストホルム、イギリスのスコットランド王国に属するシェトランド諸島の都市ラーウィック、ノルウェーのベルゲン、そしてアイスランドのセイジスフィヨルズゥルへ、それぞれ区間フェリーが通っている。ここから一番近い空港は、ヴォーアル島にある。